# Quousque tandem abutere, Catilina, patientia nostra?
Quousque tandem abutere, Catilina, patientia nostra? fue una frase pronunciada por Cicerón, famosa por ser la primera oración de la Primera Catilinaria. Se traduce del latín al español como ¿Hasta cuándo abusarás, Catilina,de nuestra paciencia?

## Contexto histórico
Estas palabras fueron pronunciadas delante del Senado romano el 8 de noviembre de 63 a. C. Aquí fue cuando Cicerón dio a conocer la conjura que preparaba Catilina para hacerse con el poder absoluto. De esta manera la conspiración fue descubierta a tiempo y los conjurados huyeron de la ciudad, para ser derrotados al año siguiente en la batalla de Pistoya.